# Mirko Krag
Mirko Krag (* 1987 in Frankfurt am Main) ist ein deutscher Bundesliga-Handballschiedsrichter. 
Zusammen mit Marcus Hurst, mit dem er seit 2008 ein Gespann bildet, ist er Teil des Elitekaders des Deutschen Handballbundes (DHB). Seit der Saison 2014/15 pfeifen sie Spiele der Handball-Bundesliga.
Hauptberuflich ist Mirko Krag als Polizist tätig und seit 2018 Schutzmann vor Ort für die Frankfurter Stadtteile Ginnheim, Dornbusch, Eschersheim, Eckenheim und Preungesheim.